# Ljungarums landskommun
Ljungarums landskommun var en tidigare kommun i Jönköpings län.

## Administrativ historik
När 1862 års kommunalförordningar trädde i kraft den 1 januari 1863 inrättades i Ljungarums socken i Tveta härad i Småland denna kommun.
Kommunen upplöstes år 1910, då området inkorporerades i Jönköpings stad.
Hela området tillhör sedan 1971 Jönköpings kommun.